# Jahrings
Jahrings ist eine Ortschaft in Niederösterreich und seit 1970 eine Katastralgemeinde der Stadtgemeinde Zwettl-Niederösterreich. Bis Ende 1969 war Jahrings eine eigenständige Gemeinde.

## Geographie
Jahrings liegt in einer Entfernung von etwa sieben Kilometern südwestlich des Stadtzentrums von Zwettl. Am 1. Jänner 2024 hatte die Ortschaft 135 Einwohner auf einer Fläche von 3,87 km².
Jahrings ist durch den Postbus mit dem österreichischen Überlandbusnetz verbunden.
Das Gemeindegebiet grenzt westlich an die Katastralgemeinde Kleinmeinharts, im Nordwesten an Guttenbrunn, nördlich an Schickenhof, im Nordosten und im Osten an Waldhams, südlich an Merzenstein und im Südwesten an die zur Stadtgemeinde Groß Gerungs gehörende Katastralgemeinde Oberneustift.

## Geschichte

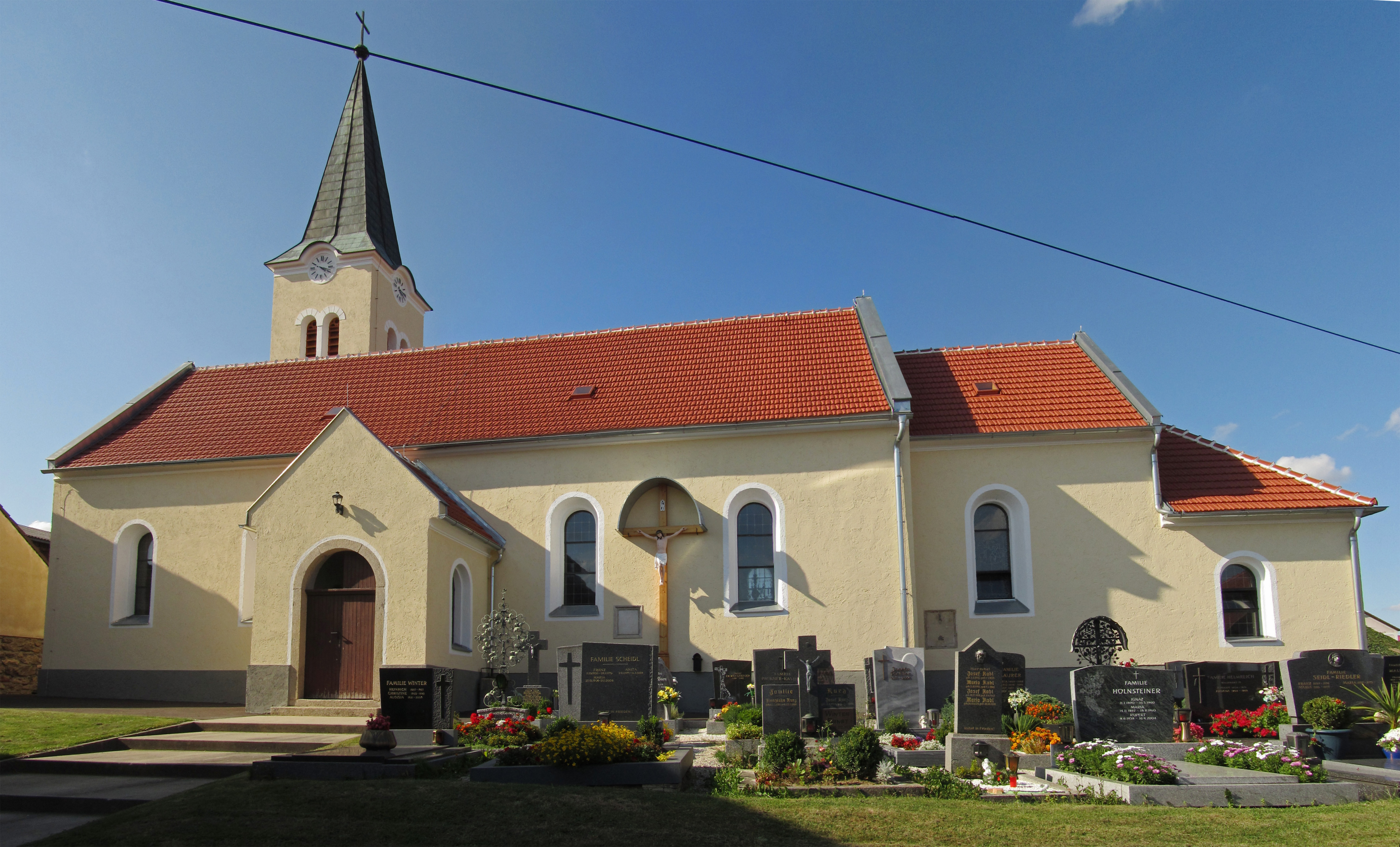
Pfarrkirche Jahrings

Jahrings wurde um 1260/80 als Jerings zum ersten Mal urkundlich erwähnt. Der Name bedeutet „Siedlung eines Mannes mit dem (slawischen) Namen Jarin“.
Die Katholische Pfarrkirche Jahrings wurde 1784 wahrscheinlich auf den Fundamenten eines Vorgängerbaus errichtet.
Seit 1882 gibt es eine Freiwillige Feuerwehr in Jahrings, zu deren Ehrenmitglied im Jahr 1897 der Politiker und Gutsherr Georg Ritter von Schönerer ernannt wurde.
Laut Adressbuch von Österreich waren im Jahr 1938 in der Ortsgemeinde Jahrings ein Bäcker, zwei Gastwirte, ein Müller, zwei Schmiede, ein Schneider und eine Schneiderin, ein Schuster, ein Tischler, ein Wagner und einige Landwirte ansässig.

## Öffentliche Einrichtungen
In Jahrings befindet sich eine Volksschule.

## Persönlichkeiten
- Josef Koppensteiner (1874–1938), Wirtschaftsbesitzer, Politiker und Abgeordneter zum Landtag von Niederösterreich